# Portico di Caserta
Portico di Caserta là một đô thị ở tỉnh Caserta trong vùng Campania của Ý, có vị trí cách khoảng 25 km về phía bắc của Napoli và khoảng 5 km về phía tây nam của Caserta. Tại thời điểm ngày 31 tháng 12 năm 2004, đô thị này có dân số 7.156 người và diện tích là 1,8 km².
Đô thị Portico di Caserta có các frazione (đơn vị cấp dưới) Musicile.
Portico di Caserta giáp các đô thị: Capodrise, Macerata Campania, Marcianise, Recale.